# Frances Harshbarger
Frances Harshbarger (16 août 1902 - 11 février 1987) est une mathématicienne et professeure d'université américaine.

## Jeunesse et formation
Frances Harshbarger naît le 16 août 1902 à Qimby (Iowa). Elle est la deuxième enfant d'Annie et Charles Harshbarger, caissier dans une banque. Elle obtient son bachelor avec mention en 1923 du Grinnell College. Elle enseigne à l'Université de Virginie-Occidentale à mi-temps pour financer ses études. En 1925, elle obtient son master. Elle devient ensuite directrice du département de mathématiques de l'Université d'état du Potomac à Keyser. De 1927 à 1928, elle est professeur assistante, puis de 1929 à 1930, elle est titulaire à l'Université d'Illinois. En 1930, elle obtient son doctorat en mathématiques avec une thèse en géométrie algébrique intitulée The Geometric Configuration Defined by a Special Algebraic Relation of Genus Four, supervisée par Arthur Byron Coble,. Elle fait partie des premières femmes à obtenir un doctorat en mathématiques aux États-Unis.

## Carrière
Harshbarger part enseigner à Istanbul, à l'Université américaine pour filles, une section du Robert College. En 1932, elle participe au premier Congrès international des mathématiciens à Zurich comme déléguée officielle. En 1934, elle retourne aux États-Unis enseigner à l'université de Chicago. Puis elle est recrutée à l'université d'État de Kent où elle termine sa carrière jusqu'à sa retraite, en 1972, en tant que professeur émerite.